# Saint-Léonard (Pas-de-Calais)
Saint-Léonard – miejscowość i gmina we Francji, w regionie Hauts-de-France, w departamencie Pas-de-Calais.
Według danych na rok 1990 gminę zamieszkiwało 4131 osób, a gęstość zaludnienia wynosiła 1215 osób/km² (wśród 1549 gmin regionu Nord-Pas-de-Calais Saint-Léonard plasuje się na 217. miejscu pod względem liczby ludności, natomiast pod względem powierzchni na miejscu 810.).